# Бацьковиці (гміна)
Гміна Бацьковіце (пол. Gmina Baćkowice) — сільська гміна у східній Польщі. Належить до Опатовського повіту Свентокшиського воєводства.
Станом на 31 грудня 2011 у гміні проживало 5091 особа.

## Територія
Згідно з даними за 2007 рік площа гміни становила 96.25 км², у тому числі:
- орні землі: 73.00%
- ліси: 22.00%

Таким чином, площа гміни становить 10.56% площі повіту.

## Населення
Станом на 31 грудня 2011:
| Опис     | Загалом | Загалом | Чоловіки | Чоловіки | Жінки | Жінки |
| -------- | ------- | ------- | -------- | -------- | ----- | ----- |
| одиниця  | осіб    | %       | осіб     | %        | осіб  | %     |
| все      | 5091    | 100     | 2602     | 51.11    | 2489  | 48.89 |
| міське   | 0       | 100     | 0        |          | 0     |       |
| сільське | 5091    | 100     | 2602     | 51.11    | 2489  | 48.89 |

## Сусідні гміни
Гміна Бацьковиці межує з такими гмінами: Васнюв, Іваніська, Лаґув, Опатув, Садове.